# 伊比庫伊國家公園
伊比庫伊國家公園（西班牙語：Parque nacional Ybycuí），是巴拉圭的國家公園，位於該國西南部巴拉瓜里省，成立於1973年5月16日，面積5,000公頃，該地區受亞熱帶氣候影響。